# Darío Zañartu
Darío Zañartu del Río (Concepción, 15 de junio de 1852-Santiago, 29 de octubre de 1927) fue un militar, diplomático y político chileno, miembro del Partido Liberal (PL). Se desempeñó como diputado en diferentes periodos legislativos, y ministro de Estado de su país, durante los gobiernos de los presidentes Federico Errázuriz Echaurren y Pedro Montt Montt.

## Familia y estudios
Nació en la comuna chilena de Concepción el 15 de junio de 1852, hijo de Manuel Ignacio de las Nieves Zañartu Arrau y Margarita del Río Peña. Realizó sus estudios primarios y secundarios en el Colegio San Ignacio de Santiago. Continuó los superiores en la carrera de leyes de la Universidad de Chile, sin finalizarla.
Se casó en dos oportunidades, primero en Chorrillos el 10 de noviembre de 1876 con María Cavero Eusquiza, con quien tuvo dos hijos, Mario y Darío; y en segundas nupcias en 1918 con Filomena Correa Ariztía, sin tener descendencia.

## Carrera militar
Interrumpió sus estudios universitarios en 1870, a los diecisiete años, para ingresar como cadete a la Escuela Militar del Libertador Bernardo O'Higgins. El 23 de mayo del mismo año, fue nombrado subteniente de la 2.ª Compañía de Batallón Cívico n.º 3, y a partir del 28 de mayo de 1873, asumió como teniente de la misma unidad.
Seis años después, estalló la guerra del Pacífico, conflicto bélico que enfrentó a Chile contra Perú y Bolivia, de la cual fue partícipe y designado gobernador civil de la provincia de Arica durante la ocupación chilena el 1 de octubre de 1880. Ocupó la misma función en la ciudad de Callao desde el 29 de mayo de 1882.

## Carrera política
En el ámbito político, militó en las filas del Partido Liberal (PL). En el marco del gobierno del presidente Domingo Santa María, el 25 de julio de 1884, fue nombrado como cónsul general de Chile en el Callao, Perú. Dejó esa misión diplomática el 12 de mayo de 1886, fecha en que fue designado ministro plenipotenciario de Chile en Colombia; sin embargo, dieciséis días después dicho nombramiento fue cambiado por el de ministro plenipotenciario en Bolivia.
A continuación, en marzo de 1887, fue designado como inspector de la Dirección de Oficinas Fiscales y subdirector de la Oficina de Contabilidad, y desde el 1 de junio del mismo año, pasó a desempeñarse como jefe del Departamento de Contaduría de la Aduana de Valparaíso. En las elecciones parlamentarias de 1888, fue elegido como diputado por Illapel, por el período legislativo 1888-1891. Sus últimos meses de gestión se vieron interrumpidos por la guerra civil de ese año contra el presidente José Manuel Balmaceda.
Desde el 12 de diciembre del mismo, asumió como ministro de Tribunales de Cuentas. Luego, el 5 de abril de 1894, fue nombrado miembro de la Junta de Vigilancia de la Caja de Empleados Públicos. Con ocasión de la presidencia de Federico Errázuriz Echaurren, el 14 de abril de 1898, fue nombrado como titular del Ministerio de Hacienda, labor que ejerció hasta el 18 de junio del mismo año. Fue también, designado como consejero de Estado.
Posteriormente, el 28 de agosto de 1902, fue nombrado por el presidente Germán Riesco como director general de la Empresa de los Ferrocarriles del Estado (EFE). En su gestión, le correspondió enfrentar las consecuencias producidas en las vías ferroviarias por el terremoto de Valparaíso de 1906; además, actuó como delegado del Ministerio de Industria y Obras Públicas ante los directores y administradores del Ferrocarril Trasandino Los Andes-Mendoza. Cesó en el cargo el 28 de septiembre de 1906, y desde entonces se desempeñó como director general de la Dirección del Tesoro y Amonedación —entidad dependiente del Ministerio de Hacienda—, puesto que dejó el 22 de enero de 1909, bajo la administración del presidente Pedro Montt, luego de que fuera nombrado por ese mandatario como titular del Ministerio de Guerra y Marina, sirviendo como tal hasta el 15 de junio del mismo año.
Falleció en Santiago de Chile el 29 de octubre de 1927, a los 75 años.